# Прилепо, Николай Михайлович
Николай Михайлович Приле́по (6 декабря 1927 — 5 мая 2007) — советский государственный и партийный деятель, министр лесного хозяйства РСФСР (1984—1990).

## Биография
В 1951 году окончил Ленинградскую лесотехническую академию по специальности «инженер лесного хозяйства».
В 1951—1956 годах — инженер-лесоустроитель «Кареллеспроекта» в Петрозаводске.
В 1956—1965 годах — старший инженер-экономист Госплана Карело-Финской ССР; инструктор, заведующий отделом Карельского обкома КПСС, первый секретарь Лоухского и Сегежского районных комитетов КПСС.
В 1965—1971 годах — министр лесного хозяйства Карельской АССР.
В 1971—1973 годах — инструктор ЦК КПСС.
В 1971—1981 годах — Первый заместитель Министра лесного хозяйства РСФСР.
В 1981—1984 годах — заместитель председателя Государственного комитета СССР по лесу.
22 мая 1984 — 15 июня 1990 — Министр лесного хозяйства РСФСР. С 15 июня 1990 года после сложения российским правительством своих полномочий перед Верховным Советом РСФСР нового состава Прилепо в течение месяца исполнял обязанности министра.

## Награды и звания
Награждён двумя орденами Трудового Красного Знамени, орденом «Знак Почёта».

## Сочинения
- Прилепо Н. М. Лес и люди. — М., 2007